# 1.ª etapa do Tour de France de 2022
A 1.ª etapa do Tour de France de 2022 teve lugar a 1 de julho de 2022 e consistiu numa contrarrelógio individual na cidade de Copenhaga na Dinamarca sobre um percurso de 13,2 km. O vencedor e primeiro líder da prova foi o belga Yves Lampaert do Quick-Step Alpha Vinyl.

## Classificação da etapa
| Copenhaga - Copenhaga | contrarrelógio individual | (13,2 km) |

| \| Classificação por etapas \| Classificação por etapas \| Classificação por etapas \| Classificação por etapas \| Classificação por etapas \| \| Ciclista \| Ciclista \| Equipe \| Tempo \| \| \| ------------------------ \| ------------------------ \| ------------------------ \| ------------------------ \| ------------------------ \| \| 1. \| Yves Lampaert \| Quick-Step Alpha Vinyl \| 15m17s \| \| \| 2. \| Wout van Aert \| Jumbo-Visma \| + 5s \| \| \| 3. \| Tadej Pogačar \| UAE Team Emirates \| + 7s \| \| \| 4. \| Filippo Ganna \| Ineos Grenadiers \| + 10s \| \| \| 5. \| Mathieu van der Poel \| Alpecin-Deceuninck \| + 13s \| \| \| 6. \| Mads Pedersen \| Trek-Segafredo \| + 15s \| \| \| 7. \| Jonas Vingegaard \| Jumbo-Visma \| + 15s \| \| \| 8. \| Primož Roglič \| Jumbo-Visma \| + 16s \| \| \| 9. \| Bauke Mollema \| Trek-Segafredo \| + 17s \| \| \| 10. \| Dylan Teuns \| Bahrain Victorious \| + 20s \| \| |                      |                        |        |
| |                      |                        |        |
| Fonte: ProCyclingStats |                      |                        |        |
| Classificação por etapas |                      |                        |        |
| Ciclista | Ciclista             | Equipe                 | Tempo  |
| 1. | Yves Lampaert        | Quick-Step Alpha Vinyl | 15m17s |
| 2. | Wout van Aert        | Jumbo-Visma            | + 5s   |
| 3. | Tadej Pogačar        | UAE Team Emirates      | + 7s   |
| 4. | Filippo Ganna        | Ineos Grenadiers       | + 10s  |
| 5. | Mathieu van der Poel | Alpecin-Deceuninck     | + 13s  |
| 6. | Mads Pedersen        | Trek-Segafredo         | + 15s  |
| 7. | Jonas Vingegaard     | Jumbo-Visma            | + 15s  |
| 8. | Primož Roglič        | Jumbo-Visma            | + 16s  |
| 9. | Bauke Mollema        | Trek-Segafredo         | + 17s  |
| 10. | Dylan Teuns          | Bahrain Victorious     | + 20s  |

## Classificações ao final da etapa

### Classificação geral(Maillot Jaune)
| \| Classificação geral \| Classificação geral \| Classificação geral \| Classificação geral \| Classificação geral \| \| Ciclista \| Ciclista \| Equipe \| Tempo \| \| \| ------------------- \| -------------------- \| ---------------------- \| ------------------- \| ------------------- \| \| 1. \| Yves Lampaert \| Quick-Step Alpha Vinyl \| 15m17s \| \| \| 2. \| Wout van Aert \| Jumbo-Visma \| + 5s \| \| \| 3. \| Tadej Pogačar \| UAE Team Emirates \| + 7s \| \| \| 4. \| Filippo Ganna \| Ineos Grenadiers \| + 10s \| \| \| 5. \| Mathieu van der Poel \| Alpecin-Deceuninck \| + 13s \| \| \| 6. \| Mads Pedersen \| Trek-Segafredo \| + 15s \| \| \| 7. \| Jonas Vingegaard \| Jumbo-Visma \| + 15s \| \| \| 8. \| Primož Roglič \| Jumbo-Visma \| + 16s \| \| \| 9. \| Bauke Mollema \| Trek-Segafredo \| + 17s \| \| \| 10. \| Dylan Teuns \| Bahrain Victorious \| + 20s \| \| |                      |                        |        |
| |                      |                        |        |
| Fonte: ProCyclingStats |                      |                        |        |
| Classificação geral |                      |                        |        |
| Ciclista | Ciclista             | Equipe                 | Tempo  |
| 1. | Yves Lampaert        | Quick-Step Alpha Vinyl | 15m17s |
| 2. | Wout van Aert        | Jumbo-Visma            | + 5s   |
| 3. | Tadej Pogačar        | UAE Team Emirates      | + 7s   |
| 4. | Filippo Ganna        | Ineos Grenadiers       | + 10s  |
| 5. | Mathieu van der Poel | Alpecin-Deceuninck     | + 13s  |
| 6. | Mads Pedersen        | Trek-Segafredo         | + 15s  |
| 7. | Jonas Vingegaard     | Jumbo-Visma            | + 15s  |
| 8. | Primož Roglič        | Jumbo-Visma            | + 16s  |
| 9. | Bauke Mollema        | Trek-Segafredo         | + 17s  |
| 10. | Dylan Teuns          | Bahrain Victorious     | + 20s  |

### Classificação por pontos(Maillot Vert)
| Classificação por pontos | Classificação por pontos | Classificação por pontos | Classificação por pontos | Classificação por pontos |
| Ciclista                 | Ciclista                 | Equipe                   | Pontos                   |                          |
| ------------------------ | ------------------------ | ------------------------ | ------------------------ | ------------------------ |
| 1.                       | Yves Lampaert            | Quick-Step Alpha Vinyl   | 20 pts                   |                          |
| 2.                       | Wout van Aert            | Jumbo-Visma              | 17 pts                   |                          |
| 3.                       | Tadej Pogačar            | UAE Team Emirates        | 15 pts                   |                          |
| 4.                       | Filippo Ganna            | Ineos Grenadiers         | 13 pts                   |                          |
| 5.                       | Mathieu van der Poel     | Alpecin-Deceuninck       | 11 pts                   |                          |
| 6.                       | Mads Pedersen            | Trek-Segafredo           | 10 pts                   |                          |
| 7.                       | Jonas Vingegaard         | Jumbo-Visma              | 9 pts                    |                          |
| 8.                       | Primož Roglič            | Jumbo-Visma              | 8 pts                    |                          |
| 9.                       | Bauke Mollema            | Trek-Segafredo           | 7 pts                    |                          |
| 10.                      | Dylan Teuns              | Bahrain Victorious       | 6 pts                    |                          |

### Classificação da montanha(Maillot à Pois Rouges)
| Classificação da montanha | Classificação da montanha | Classificação da montanha | Classificação da montanha | Classificação da montanha |
| Ciclista                  | Ciclista                  | Equipe                    | Pontos                    |                           |
| ------------------------- | ------------------------- | ------------------------- | ------------------------- | ------------------------- |

### Classificação do melhor jovem(Maillot Blanc)
| Classificação dos jovens | Classificação dos jovens | Classificação dos jovens | Classificação dos jovens | Classificação dos jovens |
| Ciclista                 | Ciclista                 | Equipe                   | Tempo                    |                          |
| ------------------------ | ------------------------ | ------------------------ | ------------------------ | ------------------------ |
| 1.                       | Tadej Pogačar            | UAE Team Emirates        |                          |                          |
| 2.                       | Thomas Pidcock           | Ineos Grenadiers         | + 17s                    |                          |
| 3.                       | Florian Vermeersch       | Lotto-Soudal             | + 26s                    |                          |
| 4.                       | Brandon McNulty          | UAE Team Emirates        | + 36s                    |                          |
| 5.                       | Nils Eekhoff             | Team DSM                 | + 40s                    |                          |
| 6.                       | Matteo Jorgenson         | Movistar Team            | + 41s                    |                          |
| 7.                       | Fred Wright              | Bahrain Victorious       | + 42s                    |                          |
| 8.                       | Andrea Bagioli           | Quick-Step Alpha Vinyl   | + 45s                    |                          |
| 9.                       | Quinn Simmons            | Trek-Segafredo           | + 47s                    |                          |
| 10.                      | Jonas Rutsch             | EF Education-EasyPost    | + 48s                    |                          |

### Classificação por equipas(Classement par Équipe)
| Classificação por equipes | Classificação por equipes | Classificação por equipes | Classificação por equipes |
| Equipe                    | Equipe                    | Tempo                     |                           |
| ------------------------- | ------------------------- | ------------------------- | ------------------------- |
| 1.                        | Jumbo-Visma               | 46m27s                    |                           |
| 2.                        | Ineos Grenadiers          | + 21s                     |                           |
| 3.                        | Trek-Segafredo            | + 37s                     |                           |
| 4.                        | Quick-Step Alpha Vinyl    | + 42s                     |                           |
| 5.                        | Bahrain Victorious        | + 52s                     |                           |
| 6.                        | Bora-Hansgrohe            | + 57s                     |                           |
| 7.                        | UAE Team Emirates         | + 1m20s                   |                           |
| 8.                        | EF Education-EasyPost     | + 1m22s                   |                           |
| 9.                        | Cofidis                   | + 1m24s                   |                           |
| 10.                       | BikeExchange-Jayco        | + 1m35s                   |                           |

## Abandonos
Nenhum.